# Luis Augusto Huergo
Luis Augusto Huergo (ur. 1 listopada 1837 w Buenos Aires, zm. 4 listopada 1913) – pierwszy argentyński inżynier, przewodniczący Argentyńskiego Towarzystwa Naukowego.
W młodości uczył się w kolegium jezuickim w amerykańskim stanie Maryland. W 1862 uzyskał uprawnienia mierniczego. W 1870 na podstawie pracy o szlakach transportowych uzyskał jako pierwszy dyplom inżyniera na uniwersytecie w Buenos Aires. Podczas budowy portu w San Fernando zaprojektował pierwszą tamę w Argentynie. Przeprowadził kanalizację trzech dopływów rzeki Salado i odcinek Kolei Pacyficznej z Buenos Aires do Villa Mercedes. W 1876 został dyrektorem budowy portu u ujścia rzeki Riachuelo. W 1880 przegrał z Eduardem Madero rywalizację o przeforsowanie projektu budowy portu w Buenos Aires. Jego projekt został zrealizowany dopiero kilkanaście lat później, kiedy Puerto Madero okazał się nieprzygotowany na przyjmowanie największym spośród powstających wówczas statków.
Zaprojekował także kanał żeglugowy z Córdoby do Parany, prowadził prace budowlane w portach w Asunción i Cuatreros, poszerzył zbiornik wodny przy tamie w San Roque, wybudował południowy dok portu Riachuelo i przeprowadził studia wykorzystane przy skanalizowaniu rzeki Bermejo. W 1910 został tytularnym dyrektorem pierwszego odkrytego w Argentynie złoża ropy naftowej w Comodoro Rivadavia.
W 1872 został pierwszym prezesem Argentyńskiego Towarzystwa Naukowego (Sociedad Científica Argentina). Był też współzałożycielem i szefem Argentyńskiego Instytutu Geograficznego oraz Narodowego Centrum Inżynierii. Doszedł do godności dziekana Wydziału Nauk Ścisłych uniwersytetu w Buenos Aires, na którym wykładał matematykę i inżynierię. W 1910 był honorowym przewodniczącym Amerykańskiego Międzynarodowego Kongresu Naukowego. Brał udział w życiu politycznym jako deputowany, senator (od 1872) oraz minister robót publicznych prowincji Buenos Aires.
W 1929 w Buenos Aires nad Riachuelo został odsłonięty jego pomnik. Imię Huergo nosi także nagroda przyznawana przez Narodową Akademię Inżynieryjną.
Pochowany na Cementerio de la Recoleta.